# Paula Grande
Paula Grande (Girona, 1986) és una compositora i cantant catalana. Va debutar el 2016 amb l'àlbum musical Viatge interestel·lar. El seu estil és una fusió de jazz amb influències de soul i música hip-hop.

## Trajectòria
Paula Grande va néixer en el si d'una família de parla castellana a Girona. El seu pare és originari de les Illes Canàries i la seva mare d'Extremadura. Va créixer a cavall entre l'Empordà i el Maresme, tot i que també ha residit a Veneçuela. A principis de la dècada del 2010, Grande va intensificar el seu interès autodidacta per la música, participant en festivals de jazz a Montreux i Lituània, i havent guanyat diversos premis internacionals. Els anys 2014 i 2015, va estudiar a la Montreux Jazz Academy.
El 2016, va completar el seu primer àlbum musical, Viatge interestel·lar. Les deu cançons contenen lletres en català, anglès, castellà, francès i portuguès, amb reminiscències tant de música jazz com de flamenc. «Cançó gallega de les illes Medes», del poeta Enric Casasses, fou el seu primer videoclip a mode d'avançament del disc. Durant el 2017, va fer una gira de concerts que la va portar a Colòmbia i Cuba.
El 2018, va publicar el seu segon treball discogràfic titulat Sóc, un àlbum amb una més gran presència de música hip-hop i melodies pop, en què parla d'ella i els seus ideals, però també d'amors viscuts i desitjos. Grande té clar que «l'important és el missatge» i per això les reflexions del seu darrer disc tenen una missatge principal: la lluita feminista transversal. Defineix la seva música com «un canal de transformació vinculat a un consum responsable i a una economia solidària, ecològica i vegana».

## Discografia
- Viatge interestel·lar (Little Red Corvette Records, 2016)
- Sóc (U98 Music, 2018)[11]